# Nicholas Hawksmoor
Nicholas Hawksmoor (sandsynligvis født 1661 – 25. marts 1736) var en engelsk arkitekt fra Nottinghamshire. 
Nicholas Hawksmoor arbejdede i starten sammen med sin lærer, Christopher Wren, på en række projekter så som Chelsea Hospital, Greenwich Hospital, St. Paul's Cathedral og Hampton Court Palace. 
Senere arbejdede han sammen med Sir John Vanbrugh på Blenheim Palace og Castle Howard.

## Kendte bygninger
- All Souls College Oxford
- Clarendon Building i Oxford
- St Alfege, Greenwich
- St George Bloomsbury, London
- Christ Church, Spitalfields, London
- St George in the East, Wapping, London se billede her
- St Mary Woolnoth, London mary woolnoth exterior.jpg se billede her